# انتخابات ریاست‌جمهوری فرانسه (۲۰۱۷)
دور نخست انتخابات ریاست‌جمهوری فرانسه در ۲۳ آوریل ۲۰۱۷ انجام شد اما هیچ‌کدام از نامزدها برندهٔ اکثریت آرا نشدند لذا دور دوم انتخابات بین دو نفر اول یعنی امانوئل مکرون و مارین لو پن در ۷ مهٔ ۲۰۱۷ برابر با ۱۷ اردیبهشت ۱۳۹۶ برگزار شد. در دور دوم مکرون توانست با غلبه بر رقیبش رئیس‌جمهور فرانسه شود.
فرانسوا اولاند رئیس‌جمهور وقت فرانسه از حزب سوسیالیست واجد شرایط برای شرکت در این انتخابات بود ولی در سایهٔ محبوبیت کم خود در ۱ دسامبر ۲۰۱۶ اعلام کرد برای انتخاب مجدد نامزد نخواهد شد. او نخستین رئیس‌جمهور در قدرت در جمهوری پنجم فرانسه است که برای دورهٔ دوم نامزد نشده‌است. پس از انتخابات ریاست جمهوری، در ۱۱ و ۱۸ ژوئن انتخابات پارلمانی برای انتخاب نمایندگان مجمع ملی برگزار خواهد شد.
بین نوامبر ۲۰۱۶ و میانهٔ ژانویهٔ ۲۰۱۷ فرانسوا فیون از جمهوریخواهان و مارین لو پن از جبههٔ ملی در نظرسنجی‌های دور اول انتخابات پیشتاز بودند. تا آخر ژانویه و اوایل ژانویهٔ ۲۰۱۷ نظرسنجی‌ها به طرز قابل توجهی نزدیک شد و امانوئل مکرون از حزب ان مارشه ! به کندی در نظرسنجی‌ها ارتقا یافت و بنوا آمون از حزب سوسیالیست پس از پیروزی در انتخابات مقدماتی حزب در ۲۹ ژانویه نیز محبوبیت خود را افزایش داد. پس از این که هفته‌نامهٔ لو کنرد در اواخر ژانویه در خصوص استفادهٔ فیون از نزدیک به ۱ میلیون یورو برای استخدام زنش به عنوان دستیار پارلمانی در ازای کار اندک، مکرون از فیون جلو زد و به‌طور پیوسته در نظرسنجی‌های دو اول انتخابات در جایگاه دوم قرار گرفت. نظرسنجی‌های دور دوم نشان می‌دادند که فیون یا مکرون، لو پن را شکست می‌دهند و مکرون فیون را شکست خواهد داد. در ۱۴ مارس، فیون به دلیل اختلاس از بودجهٔ عمومی تحت تحقیقات رسمی قرار گرفت.

## روش
رئیس‌جمهور فرانسه بر پایهٔ اصل ۷ قانون اساسی این کشور در یک انتخابات دومرحله‌ای برای مدت پنج سال انتخاب می‌شود. اگر هیچ نامزدی نتواند در دور نخست اکثریت مطلق را به دست آورد، دو هفته بعد انتخابات دور دوم بین دو نامزدی که بیشتر از دیگران رأی گرفته باشند برگزار خواهد شد.
هر فرانسوی که بتواند ۵۰۰ امضا از مقامات انتخابی محلی یا ملی در سطح ۳۰ استان داخل فرانسه یا قلمروهای آن سوی دریاها گردآوری کند می‌تواند نام خود را در برگه‌های رأی دور نخست بگنجاند، مشروط بر این که امضاها از هیچ استانی بیش از یک دهم از کل امضاهای گردآوری‌شده نباشند. در این دوره، زمان گردآوری امضا بر اساس آنچه در روزنامه‌های رسمی فرانسه آمده بود، از ۲۵ فوریه تا ۱۷ مارس تعیین شده بود. مسئولان برگزاری انتخابات، فرم‌های متقاضیان را برای ۴۲٬۰۰۰ مقام انتخابی که طبق قانون صلاحیت امضا دارند؛ فرستادند. مقام‌های یادشده فرم‌های مذکور را پس از امضا باید به شورای قانون اساسی بفرستند تا صحت آن‌ها تأیید شود. امسال برخلاف دوره‌های پیش، فهرستی از امضاها در روزهای سه‌شنبه و پنج‌شنبهٔ هر هفته روی وبسایت شورا قرار گرفت. این کار در گذشته تنها پس از پایان دورهٔ گردآوری امضا انجام می‌گرفت. روز پایانی گردآوری امضاها آخرین مهلت نامزدها برای اعلان فهرست اموالشان نیز بود. فهرست نهایی در روز ۲۱ مارس اعلام شد.
شورای عالی سمعی و بصری فرانسه (CSA) مسئولیت دارد تا از اعطای زمان برابر در شبکه‌های رادیویی و تلویزیونی اطمینان حاصل کند. این شورا در ۸ مارس ۲۰۱۷ اعلام کرد که رسانه‌های صوتی و تصویری با وجود وضعیت غیرمعمول نامزدی فرانسوا فیون، «به‌طور نامعمولی زمان زیادی» را برای او و طرفدارانش اختصاص داده‌اند. پس از ۱۰ آوریل ۲۰۱۷ که زمان رسمی آغاز کارزارهای انتخاباتی است، این شورا به شدت بر زمان‌های مقررشده نظارت خواهد کرد. کارزار انتخاباتی در دور نخست، دو روز پیش از انتخابات یعنی در ۲۱ آوریل به پایان خواهد رسید. شورای قانون اساسی نتایج دور اول را در روزهای ۲۴–۲۶ آوریل بازبینی می‌کند. نتایج نهایی در ۲۶ آوریل به‌طور رسمی توسط این شورا اعلام خواهد شد. اگر نیاز به دور دوم شد، روز ۷ مه ۲۰۱۷ انتخابات دور دوم با همان رویه برگزار خواهد شد. رئیس‌جمهور جمهوری فرانسه در روز ۱۱ مه اعلام خواهد شد و مراسم تفویض نهایتاً تا ۱۴ مه برگزار خواهد شد.

## نامزدها
شورای قانون اساسی فرانسه در ۱۸ مارس ۲۰۱۷ فهرستی از ۱۱ نامزدی که توانسته بودند ۵۰۰ امضای معتبر جمع کنند منتشر کرد. ترتیب این فهرست برپایهٔ قرعه مشخص شد.
| نامزد (نام و سن) و حزب                               | نامزد (نام و سن) و حزب | نامزد (نام و سن) و حزب | سمت‌های سیاسی | نشان‌وارهٔ کارزار               | توضیحات |
| ---------------------------------------------------- | ---------------------- | ---------------------- | --- | ----------------------------- | --- |
| نیکولا دوپو-انیان (۵۶) فرانسه بپاخاسته (DLF)         | نیکولا دوپو-انیان      |                        | رهبر حزب «فرانسه بپاخاسته» (از ۲۰۰۸) نماینده اسون در مجمع ملی (از ۱۹۹۷) شهردار یر (از ۱۹۹۵) | Logo of Nicolas Dupont-Aignan | دوپن-انیان عضو سابق حزب اتحاد برای جمهوری (RPR)، اتحاد برای فرانسه (RPF) و اتحاد برای جنبش مردمی (UMP) بوده‌است. او از حزب آخری به دلیل اختلاف نظر با سارکوزی در آستانهٔ انتخابات ریاست‌جمهوری ۲۰۰۷ کناره‌گیری کرد و کمی بعد حزب حاکمیت‌گرای «جمهوری بپاخاسته» (DLR) را راه انداخت و بعدها آن را به «فرانسهٔ بپاخاسته» (DLF) تغییر نام داد. او در انتخابات ریاست‌جمهوی ۲۰۱۲ هم نامزد شد و توانست ۱٫۷۹٪ از آرا را در دور نخست به دست آورد. او که خود را یک گلیست (طرفدار روش‌های شارل دو گل) می‌داند، خود را نامزدی بین لو پن و فیون تلقی می‌کند. |
| مارین لو پن (۴۸) جبهه ملی (FN)                       | مارین لو پن            |                        | رهبر جبهه ملی فرانسه (از ۲۰۱۱) عضو پارلمان اروپا از حوزهٔ شمال غربی فرانسه (از ۲۰۰۴) | Logo of Marine Le Pen         | مارین لو پن وکیل سابق دادگستری، در انتخابات ریاست‌جمهوری ۲۰۱۲ فرانسه، با ۱۷٫۹۰٪ از آرا نفر سوم شد. او توانسته بود مدارج حزبی جبهه ملی فرانسه (FN) را طی نماید؛ حزبی که زمانی توسط پدرش ژان-ماری لو پن تأسیس و هدایت شد. او توانست در ۲۰۱۱ در رقابتی سخت به رهبری این حزب برسد. او مدعی است که منافع ملی فرانسه در اولویت برنامه‌هایش قرار دارد. همچنین وی به خروج از منطقه یورو باور دارد و بر مهاجرت و امنیت تمرکز ویژه دارد. همچنین وی برای مسائل اجتماعی سیاسی، حاکمیت ملی فرانسه بر پول رایج، مرزها، اقتصاد و حاکمیت قانون برنامه‌های خاصی دارد. مقامات قضایی هم بسته‌های حزبی و شخصی وی را مورد بازرسی قرار داده‌اند. |
| امانوئل مکرون (۳۹) به پیش! (EM!)                     | امانوئل مکرون          |                        | رهبر حزب «به پیش!» (از ۲۰۱۶) وزیر اقتصاد، صنعت و امور دیجیتال (۲۰۱۴ تا ۲۰۱۶) | Logo of En Marche!            | مَکرون جوان‌ترین نامزد رقابت‌هاست. او سابقاً وزیر اقتصاد بوده و هیچ‌گاه پیش از این در سمت انتخابی حضور نداشته. او خود را «نه چپ و نه راست» معرفی می‌کند. وی در ۲۰۱۲ به عنوان معاون دبیرکل کاخ الیزه منصوب شد و در ۲۰۱۴ وزیر اقتصاد شد. «قانون مکرون» که برنامه‌ای برای رشد اقتصادی و گسترش فرصت‌ها است توسط وی نگارش یافته‌است. او در آوریل ۲۰۱۶ پیش از استعفا از کابینه در ۳۰ اوت، حزب به پیش! را تأسیس کرد. مکرون در میان سایر نامزدها بیش از همه طرفدار اتحادیه اروپا است و از ابراز آن ابایی ندارد. او در نظر دارد برنامه‌هایی برای نوسازی اقتصاد فرانسه پیاده کند. |
| بنوا آمون (۴۹) حزب سوسیالیست (PS)                    | بنوا آمون              |                        | نماینده ایولین در مجمع ملی (۲۰۱۲ و از ۲۰۱۴) وزیر آموزش، آموزش عالی و پژوهش (۲۰۱۴) دیگر سمت‌ها - معاون وزیر اقتصاد و امور مالی (مسئول امور مصرف‌کنندگان و اقتصاد منسجم و اجتماعی) از ۲۰۱۲ تا ۲۰۱۴ - معاون وزیر اقتصاد، امور مالی و تجارت خارجی (مسئول اقتصاد منسجم و اجتماعی) از ۲۰۱۲ - عضو پارلمان اروپا از حوزه شرق فرانسه از ۲۰۰۴ تا ۲۰۰۹ | Logo of Benoît Hamon          | پیروزی بنوا آمون، منتقد چپگرای دولت اولاند بر مانوئل والس نخست‌وزیر سابق فرانسه در انتخابات مقدماتی حزب سوسیالیست این کشور باعث شگفتی شد. دلیل موفقیت او بیش از هر چیز به خاطر دفاع او از ایدهٔ حقوق ماهیانهٔ سراسری بود که همچنان جزو برنامه‌های اوست. او همچنین توانست با یانیک جادو از حزب اروپ اکولوژی - سبزها به توافق برسد تا به نفع آمون کنار برود. بدین ترتیب آمون پشتیبانی دو حزب را خواهد داشت. او از طرفداران قانونی شدن حشیش و تغییر ساختار حکومت برای ایجاد «جمهوری ششم» است. |
| ناتالی آرتود (۴۷) حزب مبارزه کارگران (LO)            | ناتالی آرتود           |                        | سخنگوی حزب «مبارزه کارگران» (از ۲۰۰۸) |                               | آرتود در انتخابات ریاست‌جمهوری فرانسه در ۲۰۱۲ نیز تحت لوای حزب مبارزه کارگران شرکت کرد و توانست ۰٫۵۶٪ از آرا را بدست آورد. او که استاد اقتصاد است دلیل نامزدی خود را «به‌گوش رساندن صدای کارگران» اعلام کرده به این امید که «کارگران، بی‌کاران و مستضعفان بتوانند از منافع خود در برابر آن‌ها که میلیون‌ها میلیون پول به جیب زده‌اند دفاع کنند». او مدعی است که تنها نامزد کمونیست است و می‌خواهد که مرزها برداشته شوند و نظام سرمایه‌داری سقوط کند. |
| فیلیپ پوتو (۵۰) حزب نوین ضدسرمایه‌داری (NPA)          | فیلیپ پوتو             |                        | هیچ |                               | پوتو یک مبارز چپ‌گرای قدیمی عضو اتحادیه کارگری است. وی مکانیک کارخانهٔ خودروسازی فورد در بخش بلانکفور، ژیروند است و هم‌اکنون در حال مبارزه برای جلوگیری از تعطیلی کارخانه در آن بخش است. او در انتخابات ریاست‌جمهوری ۲۰۱۲ نیز شرکت داشت و توانست ۱٫۱۵٪ از آرا را بدست آورد. پوتو پیش از پیوستن به اتحادیه کمونیست‌های انقلابی فرانسه، کنش‌های سیاسی خود را در حزب مبارزه کارگران آغاز کرد. وی ریشه‌های مارکسیستی و آنارشیستی دارد، با حرارت علیه نظام سرمایه‌داری سخن می‌گوید و به نظریات رادیکال چپ باورمند است. |
| ژاک شمیناد (۷۵) حزب اتحاد و ترقی (S&P)               |                        |                        | رهبر حزب اتحاد و ترقی (از ۱۹۹۶) | Logo of Jacques Cheminade     | شمیناد حزب اتحاد و ترقی را در ۱۹۹۶ تأسیس کرد. او همچنین چهرهٔ جنبش لاروش در فرانسه به‌شمار می‌رود. وی پیشنهاد خروج از ناتو، اتحادیه اروپا، منطقه یورو و بازگشت به فرانک فرانسه را داده‌است. شمیناد طرفدار سکونت در ماه به منظور تسهیل کاوش‌گری در مریخ است. او پیش از این دو بار در سال‌های ۱۹۹۵ و ۲۰۱۲ نامزد ریاست‌جمهوری بوده که به ترتیب ۰٫۲۸٪ و ۰٫۲۵٪ به دست آورد. او در سال‌های ۱۹۸۱، ۱۹۸۸، ۲۰۰۲ و ۲۰۰۷ نتوانست امضاهای لازم برای شرکت در انتخابات را به دست آورد. |
| ژان لاسال (۶۱) مقاومت!                               | ژان لاسال              |                        | نماینده پیرنه-آتلانتیک در مجمع ملی (از ۲۰۰۲) شهردار Lourdios-Ichère (از ۱۹۷۷) | Logo of Jean Lassalle         | لاسال عضو سابق جنبش دموکراتیک فرانسه (MoDem) و از نزدیکان فرانسوا بایرو است که تحت لوای حزب «مقاومت!» وارد رقابت‌ها شده‌است. او خود را «حامی مناطق روستایی و زیست‌بوم انسان‌گرا» می‌داند. لاسال به خاطر اعتصاب غذای موفقی که به‌مدت ۳۹ روز در اعتراض به جابجایی ۶۵ کیلومتریِ کارخانه توتال از اکاس به حوزهٔ گازی لاک انجام داد مشهور شد. وی در سال ۲۰۱۳ مسافت ۶۰۰۰ کیلومتر را برای آنچه «ملاقات با فرانسوی‌ها» می‌خواند، با پای پیاده طی کرد. |
| ژان-لوک ملانشن (۶۵) فرانسه تسلیم نشدنی (FI)          | ژان-لوک ملانشن         |                        | عضو پارلمان اروپا از حوزه جنوب غربی فرانسه (از ۲۰۰۹) دیگر سمت‌ها - رهبر و سپس رهبر مشترک حزب چپ از ۲۰۰۹ تا ۲۰۱۴ - سناتور اسون از ۱۹۸۶ تا ۲۰۰۰ و از ۲۰۰۴ تا ۲۰۱۰ - معاون وزیر در امور آموزش فنی و حرفه‌ای از ۲۰۰۰ تا ۲۰۰۲ | Logo of Jean-Luc Mélenchon    | ملانشن در سال ۲۰۰۸ حزب سوسیالیست را به خاطر آنچه «انحرافات لیبرالی» می‌خواند ترک کرد و حزب چپ را بنیان نهاد. او با حمایت حزب کمونیست در انتخابات ریاست‌جمهوری ۲۰۱۲ شرکت کرد و توانست با کسب ۱۱٫۱۰٪ از آرا چهارم شود. وی برای شرکت در انتخابات ۲۰۱۷ ترجیح داد با حزب کمونیست مشورت نکند و بدین منظور جنبشی به نام «فرانسهٔ تسلیم نشدنی» ایجاد کرد. او منتقد همیشگی فرانسوا اولاند و طرفدار ایجاد جمهوری ششم، بازپخش ثروت، ترک پیمان‌های اتحادیه اروپا، سیاست‌گذاری محیط زیستی و مراقبت از استقلال فرانسه در مقابل دیگر کشورها به ویژه ایالات متحده آمریکا است. |
| فرانسوا آسلینو (۵۹) اتحادیه مردمی جمهوری‌خواهان (UPR) | فرانسوا آسلینو         |                        | رهبر اتحادیه مردمی جمهوری‌خواهان (از ۲۰۰۷) | Logo of François Asselineau   | گردآوری ۵۰۰ امضا توسط آسلینو برای همگان شگفت‌آور بود. او که یک حاکمیت‌گرا است پیش از این عضو «اتحاد برای فرانسه» (RPF) و «اتحاد برای جنبش مردمی» (UMP) بوده‌است. آسلینو در ۲۰۰۷ «اتحادیه مردمی جمهوری‌خواهان» را تأسیس کرد. وی شدیداً خواهان خروج فرانسه از اتحادیه اروپا است. برخی او را یورو-هراس راست‌گرا طبقه‌بندی می‌کنند. آسلینو در مذمت «امپریالیسم آمریکایی» سخن گفته و پیشنهاد ترک ناتو را داده‌است. |
| فرانسوا فیون (۶۳) حزب جمهوری‌خواهان (LR)              | فرانسوا فیون           |                        | نماینده پاریس در مجمع ملی (از ۲۰۱۲) نخست‌وزیر (از ۲۰۰۷ تا ۲۰۱۲) دیگر سمت‌ها - رهبر مشترک اتحاد برای جنبش مردمی در ۲۰۱۴ به صورت موقت - رهبر گروه اتحاد برای جنبش مردمی در مجمع ملی از ۲۰۱۲ تا ۲۰۱۳ - وزیر محیط زیست، توسعه پایدار، ترابری و مسکن در ۲۰۱۲ - نماینده سرت در مجمع ملی از ۱۹۸۱ تا ۱۹۹۳، از ۱۹۹۷ تا ۲۰۰۲ و در ۲۰۰۷ - سناتور سرت در ۲۰۰۴ و از ۲۰۰۵ تا ۲۰۰۷ - وزیر آموزش، آموزش عالی و پژوهش از ۲۰۰۴ تا ۲۰۰۵ - وزیر رفاه عمومی، کار و تعاون از ۲۰۰۲ تا ۲۰۰۴ - رئیس شورای منطقه‌ای پی دو لا لوآر از ۱۹۹۸ تا ۲۰۰۲ - شهردار Sablé-sur-Sarthe از ۱۹۸۳ تا ۲۰۰۱ - رئیس شورای عمومی سرت از ۱۹۹۲ تا ۱۹۹۸ - معاون وزیر مسئول پست، فناوری اطلاعات، و فضا از ۱۹۹۵ تا ۱۹۹۷ - وزیر فناوری اطلاعات و پست در ۱۹۹۵ - وزیر آموزش عالی و پژوهش از ۱۹۹۳ تا ۱۹۹۵ | Logo of François Fillon       | فیون گذشتهٔ سیاسی پرباری داشته‌است. او کنش‌های سیاسی‌اش را از دهه ۱۹۷۰ آغاز کرد. او توانست برندهٔ شگفتی‌ساز انتخابات مقدماتی حزب جمهوری‌خواه شود. فیون برنامه‌ای لیبرالی ارائه داده که در آن برای پایان بخشیدن به قانون ۳۵ ساعت کار هفتگی، کنار گذاشتن ۵۰۰٬۰۰۰ کارمند دولتی، ممنوعیت مالیات بر ثروت، مؤثرسازی قانون کار و اصلاح نظام بیمه سلامت طرح‌هایی وجود دارد. کارزار انتخاباتی وی در ژانویه ۲۰۱۷ به خاطر انتشار اتهاماتی مبنی بر اینکه فیون اعضای خانوادهٔ خود از جمله همسرش را به‌طور صوری استخدام کرده دچار مشکلاتی شد. این ماجرا در مطبوعات با عنوان «پنه‌لوپه‌گیت» مشهور شده‌است. هر چند فیون پیش از این اعلام کرده بود در صورتی که تحت رسیدگی قضایی قرار گیرد از رقابت‌ها کناره‌گیری خواهد کرد اما با وجود آنکه در ۱۵ مارس روند قضایی یادشده آغاز شد، وی همچنان بر ادامهٔ نامزدی اصرار دارد. |

## نظرسنجی‌ها
نمودارهای دیگر

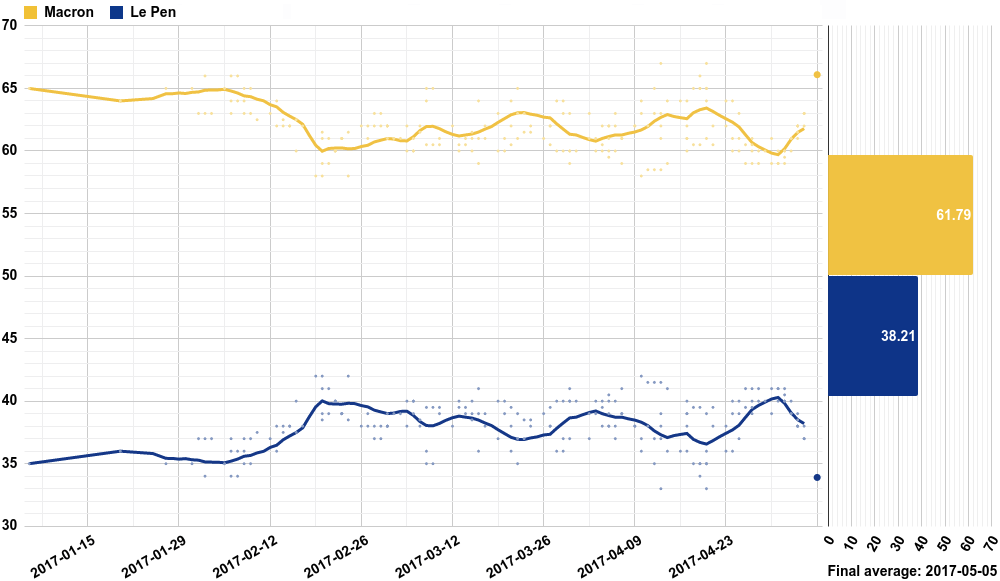
سناریوی دور دوم با حضور امانوئل مکرون (ان مارشه !) و مارین لو پن (جبهه ملی)
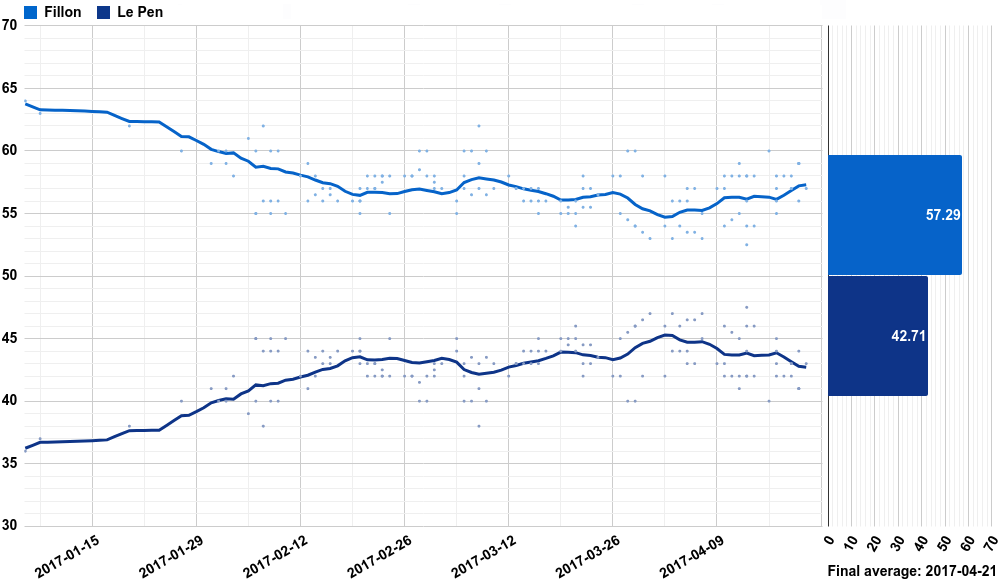
سناریوی دور دوم با حضور  فرانسوا فیون (جمهوری‌خواهان ) و مارین لو پن (جبهه ملی)
دور اول بر پایهٔ ناحیه‌های فرانسه (نظرسنجی ایپسوس،  ۱۴–۱۷ مارس ۲۰۱۷)
دور دوم بر پایهٔ ناحیه‌ها (Ipsos نظرسنجی ایپسوس،  ۱۴–۱۷ مارس ۲۰۱۷)

## نتایج

### دور اول
|                                                    | امانوئل مکرون       | ان مارشه!                  | EM                  | ۸٬۶۵۷٬۳۲۶  | ٪۲۴٫۰۱ | ۱۵٬۶۰۸٬۴۸۵ | ۶۳٫۱۰٪ |  |  |  |  |  |  |  |
|                                                    | مارین لو پن         | جبهه ملی                   | FN                  | ۷٬۶۷۹٬۴۹۳  | ٪۲۱٫۳۰ | ۹٬۱۳۰٬۱۰۵  | ۳۶٫۹۰  |  |  |  |  |  |  |  |
|                                                    | فرانسوا فیون        | جمهوری‌خواهان               | LR                  | ۷٬۲۱۳٬۷۹۷  | ٪۲۰٫۰۱ |            |        |  |  |  |  |  |  |  |
|                                                    | ژان-لوک ملانشن      | فرانسه تسلیم نشدنی         | FI                  | ۷٬۰۶۰٬۸۸۵  | ٪۱۹٫۵۸ |            |        |  |  |  |  |  |  |  |
|                                                    | بنوا آمون           | سوسیالیست                  | PS                  | ۲٬۲۹۱٬۵۶۵  | ٪۶٫۳۶  |            |        |  |  |  |  |  |  |  |
|                                                    | نیکولا دوپو-انیان   | فرانسه بپاخاسته            | DLF                 | ۱٬۶۹۵٬۱۸۶  | ٪۴٫۷۰  |            |        |  |  |  |  |  |  |  |
|                                                    | ژان لاسال           | مقاومت!                    | مقاومت!             | ۴۳۵٬۳۶۵    | ٪۱٫۲۱  |            |        |  |  |  |  |  |  |  |
|                                                    | فیلیپ پوتو          | حزب نوین ضد سرمایه‌داری     | NPA                 | ۳۹۴٬۵۸۲    | ٪۱٫۰۹  |            |        |  |  |  |  |  |  |  |
|                                                    | فرانسوا آسلینو      | اتحادیه مردمی جمهوری‌خواهان | UPR                 | ۳۳۲٬۵۸۸    | ٪۰٫۹۲  |            |        |  |  |  |  |  |  |  |
|                                                    | ناتالی آرتود        | مبارزه کارگران             | LO                  | ۲۳۲٬۴۲۸    | ٪۰٫۶۴  |            |        |  |  |  |  |  |  |  |
|                                                    | ژاک شمیناد          | جنبش لاروش                 | S&P                 | ۶۵٬۵۹۸     | ٪۰٫۱۸  |            |        |  |  |  |  |  |  |  |
|                                                    |                     |                            |                     |            |        |            |        |  |  |  |  |  |  |  |
| مجموع                                              | مجموع               | مجموع                      | مجموع               | ۳۶٬۰۵۸٬۸۱۳ | ۱۰۰٪   | ۲۴٬۲۵۲٬۱۶۳ | ۱۰۰٪   |  |  |  |  |  |  |  |
|                                                    |                     |                            |                     |            |        |            |        |  |  |  |  |  |  |  |
| آراء صحیح                                          | آراء صحیح           | آراء صحیح                  | آراء صحیح           | ۳۶٬۰۵۸٬۸۱۳ | ۹۷٫۴۵٪ | ۲۴٬۳۱۲٬۰۶۳ | ۸۷٫۹۵٪ |  |  |  |  |  |  |  |
| آراء سفید و باطله                                  | آراء سفید و باطله   | آراء سفید و باطله          | آراء سفید و باطله   | ۹۴۴٬۷۳۳    | ۲٫۵۵٪  | ۳٬۳۳۱٬۶۷۲  | ۱۲٫۰۵٪ |  |  |  |  |  |  |  |
| مشارکت                                             | مشارکت              | مشارکت                     | مشارکت              | ۳۷٬۰۰۳٬۵۴۶ | ۷۷٫۷۷٪ | ۲۷٬۶۴۳٬۷۳۵ | ۷۵٫۶۵٪ |  |  |  |  |  |  |  |
| غایبان                                             | غایبان              | غایبان                     | غایبان              | ۱۰٬۵۷۷٬۵۷۲ | ۲۲٫۲۳٪ | ۸٬۸۹۵٬۷۹۵  | ۲۴٫۳۵٪ |  |  |  |  |  |  |  |
| مجموع نام‌نویسی‌شدگان                                | مجموع نام‌نویسی‌شدگان | مجموع نام‌نویسی‌شدگان        | مجموع نام‌نویسی‌شدگان | ۴۷٬۵۸۱٬۱۱۸ |        | ۳۶٬۵۳۹٬۵۳۰ |        |  |  |  |  |  |  |  |
|                                                    |                     |                            |                     |            |        |            |        |  |  |  |  |  |  |  |
| منابع: شورای قانون اساسی فرانسه, وزارت کشور فرانسه |                     |                            |                     |            |        |            |        |  |  |  |  |  |  |  |

| ناحیه‌های فرانسه                | امانوئل مکرون  | امانوئل مکرون | مارین لو پن | مارین لو پن | فرانسوا فیون | فرانسوا فیون | ژان-لوک ملانشن | ژان-لوک ملانشن | بنوا آمون | بنوا آمون | نیکولا دوپو-انیان | نیکولا دوپو-انیان | ژان لاسال | ژان لاسال | فیلیپ پوتو | فیلیپ پوتو | فرانسوا آسلینو | فرانسوا آسلینو | ناتالی آرتود | ناتالی آرتود | ژاک شمیناد | ژاک شمیناد |      |
| ناحیه‌های فرانسه                | آرا            | %             | آرا         | %           | آرا          | %            | آرا            | %              | آرا       | %         | آرا               | %                 | آرا       | %         | آرا        | %          | آرا            | %              | آرا          | %            | آرا        | %          |      |
| ------------------------------ | -------------- | ------------- | ----------- | ----------- | ------------ | ------------ | -------------- | -------------- | --------- | --------- | ----------------- | ----------------- | --------- | --------- | ---------- | ---------- | -------------- | -------------- | ------------ | ------------ | ---------- | ---------- | ---- |
| ناحیه‌های فرانسه                | اوورنی-رون-آلپ | ۱٬۰۲۶٬۴۱۵     | ۲۴٫۵۰       | ۸۶۷٬۹۴۱     | ۲۰٫۷۲        | ۸۴۶٬۱۵۴      | ۲۰٫۲۰          | ۸۰۵٬۸۶۲        | ۱۹٫۲۴     | ۲۵۶٬۶۵۸   | ۶٫۱۳              | ۲۱۵٬۹۸۱           | ۵٫۱۶      | ۵۳٬۲۸۳    | ۱٫۲۷       | ۴۳٬۵۴۱     | ۱٫۰۴           | ۴۱٬۴۱۲         | ۰٫۹۹         | ۲۴٬۶۷۶       | ۰٫۵۹       | ۷٬۶۰۲      | ۰٫۱۸ |
| بورگونی-فرانش-کنته             | ۳۳۸٬۱۹۲        | ۲۱٫۸۹         | ۳۸۷٬۶۶۴     | ۲۵٫۰۹       | ۳۰۴٬۳۸۰      | ۱۹٫۷۰        | ۲۷۶٬۹۴۰        | ۱۷٫۹۳          | ۸۷٬۳۷۲    | ۵٫۶۶      | ۸۷٬۲۶۶            | ۵٫۶۵              | ۱۵٬۸۳۹    | ۱٫۰۳      | ۱۸٬۵۳۶     | ۱٫۲۰       | ۱۴٬۳۴۷         | ۰٫۹۳           | ۱۱٬۴۹۲       | ۰٫۷۴         | ۲٬۸۴۴      | ۰٫۱۸       |      |
| برتانی                         | ۵۸۱٬۰۷۵        | ۲۹٫۰۵         | ۳۰۶٬۶۴۲     | ۱۵٫۳۳       | ۳۸۰٬۸۱۵      | ۱۹٫۰۴        | ۳۸۵٬۷۳۴        | ۱۹٫۲۸          | ۱۸۰٬۸۲۷   | ۹٫۰۴      | ۸۷٬۹۲۸            | ۴٫۴۰              | ۱۹٬۰۹۷    | ۰٫۹۵      | ۲۷٬۰۹۲     | ۱٫۳۵       | ۱۳٬۴۱۸         | ۰٫۶۷           | ۱۴٬۲۹۵       | ۰٫۷۱         | ۳٬۴۰۰      | ۰٫۱۷       |      |
| سانتر (فرانسه)                 | ۳۲۳٬۷۲۸        | ۲۲٫۶۸         | ۳۲۹٬۴۶۸     | ۲۳٫۰۸       | ۳۰۰٬۳۱۶      | ۲۱٫۰۴        | ۲۵۲٬۳۰۳        | ۱۷٫۶۷          | ۸۳٬۵۵۲    | ۵٫۸۵      | ۸۲٬۰۵۷            | ۵٫۷۵              | ۱۳٬۵۷۰    | ۰٫۹۵      | ۱۶٬۲۸۲     | ۱٫۱۴       | ۱۲٬۰۷۵         | ۰٫۸۵           | ۱۱٬۳۶۵       | ۰٫۸۰         | ۲٬۸۸۲      | ۰٫۲۰       |      |
| جزیره کرس                      | ۲۸٬۵۲۸         | ۱۸٫۴۸         | ۴۳٬۰۴۰      | ۲۷٫۸۸       | ۳۹٬۳۹۸       | ۲۵٫۵۲        | ۲۱٬۲۰۶         | ۱۳٫۷۴          | ۵٬۷۸۰     | ۳٫۷۴      | ۴٬۴۶۲             | ۲٫۸۹              | ۸٬۷۶۷     | ۵٫۶۸      | ۱٬۳۸۰      | ۰٫۸۹       | ۹۶۷            | ۰٫۶۳           | ۴۹۵          | ۰٫۳۲         | ۳۵۲        | ۰٫۲۳       |      |
| گرانت است                      | ۶۱۵٬۶۸۱        | ۲۰٫۷۲         | ۸۲۵٬۴۹۰     | ۲۷٫۷۸       | ۵۸۶٬۳۲۱      | ۱۹٫۷۳        | ۴۸۴٬۶۵۰        | ۱۶٫۳۱          | ۱۵۱٬۳۱۱   | ۵٫۰۹      | ۱۸۲٬۱۵۳           | ۶٫۱۳              | ۳۰٬۵۰۷    | ۱٫۰۳      | ۳۴٬۴۷۱     | ۱٫۱۶       | ۳۰٬۲۳۵         | ۱٫۰۲           | ۲۴٬۳۰۰       | ۰٫۸۲         | ۶٬۰۸۶      | ۰٫۲۰       |      |
| او-دو-فرانس                    | ۶۳۰٬۴۰۵        | ۱۹٫۵۰         | ۱٬۰۰۳٬۲۲۰   | ۳۱٫۰۳       | ۵۲۱٬۳۹۲      | ۱۶٫۱۳        | ۶۳۳٬۲۸۸        | ۱۹٫۵۹          | ۱۶۶٬۶۳۷   | ۵٫۱۵      | ۱۶۰٬۷۲۹           | ۴٫۹۷              | ۲۲٬۴۴۲    | ۰٫۶۹      | ۳۳٬۶۵۳     | ۱٫۰۴       | ۲۶٬۰۴۱         | ۰٫۸۱           | ۲۹٬۱۹۴       | ۰٫۹۰         | ۵٬۶۹۱      | ۰٫۱۸       |      |
| نوول-آکیتن                     | ۸۵۱٬۳۷۰        | ۲۵٫۱۲         | ۶۴۰٬۲۲۶     | ۱۸٫۸۹       | ۶۰۲٬۸۸۱      | ۱۷٫۷۹        | ۷۰۳٬۴۸۱        | ۲۰٫۷۵          | ۲۴۰٬۱۷۵   | ۷٫۰۹      | ۱۵۵٬۶۰۰           | ۴٫۵۹              | ۹۱٬۹۱۴    | ۲٫۷۱      | ۴۹٬۶۴۸     | ۱٫۴۶       | ۲۶٬۶۹۷         | ۰٫۷۹           | ۲۱٬۴۴۰       | ۰٫۶۳         | ۶٬۲۶۴      | ۰٫۱۸       |      |
| نرماندی                        | ۴۲۳٬۰۶۹        | ۲۲٫۳۶         | ۴۵۲٬۶۹۳     | ۲۳٫۹۳       | ۳۷۰٬۱۷۹      | ۱۹٫۵۷        | ۳۶۲٬۵۳۱        | ۱۹٫۱۶          | ۱۱۳٬۷۴۴   | ۶٫۰۱      | ۹۸٬۹۵۶            | ۵٫۲۳              | ۱۳٬۹۰۰    | ۰٫۷۳      | ۲۳٬۸۱۶     | ۱٫۲۶       | ۱۴٬۳۰۳         | ۰٫۷۶           | ۱۵٬۱۹۵       | ۰٫۸۰         | ۳٬۵۴۴      | ۰٫۱۹       |      |
| اکسیتنی                        | ۷۳۹٬۸۵۹        | ۲۲٫۳۲         | ۷۶۱٬۹۵۵     | ۲۲٫۹۸       | ۵۶۵٬۹۹۷      | ۱۷٫۰۷        | ۷۳۳٬۹۸۸        | ۲۲٫۱۴          | ۲۱۶٬۳۲۲   | ۶٫۵۳      | ۱۳۵٬۳۶۹           | ۴٫۰۸              | ۷۵٬۴۷۶    | ۲٫۲۸      | ۳۵٬۲۱۷     | ۱٫۰۶       | ۲۸٬۶۱۴         | ۰٫۸۶           | ۱۶٬۷۷۷       | ۰٫۵۱         | ۵٬۵۲۲      | ۰٫۱۷       |      |
| پی دو لا لوآر                  | ۵۷۵٬۸۳۱        | ۲۶٫۲۷         | ۳۶۴٬۲۶۶     | ۱۶٫۶۲       | ۵۱۶٬۴۲۸      | ۲۳٫۵۶        | ۴۰۳٬۴۵۴        | ۱۸٫۴۱          | ۱۴۳٬۴۹۱   | ۶٫۵۵      | ۱۰۹٬۸۴۲           | ۵٫۰۱              | ۱۶٬۹۸۸    | ۰٫۷۸      | ۲۶٬۳۴۰     | ۱٫۲۰       | ۱۵٬۵۲۹         | ۰٫۷۱           | ۱۶٬۰۱۸       | ۰٫۷۳         | ۳٬۷۲۹      | ۰٫۱۷       |      |
| پروانس-آلپ-کوت دازور           | ۵۲۰٬۸۹۶        | ۱۸٫۹۴         | ۷۷۴٬۷۸۳     | ۲۸٫۱۷       | ۶۱۵٬۴۵۱      | ۲۲٫۳۷        | ۵۱۵٬۴۱۹        | ۱۸٫۷۴          | ۱۱۳٬۳۴۳   | ۴٫۱۲      | ۱۱۹٬۰۲۳           | ۴٫۳۳              | ۲۹٬۵۵۱    | ۱٫۰۷      | ۲۱٬۳۱۵     | ۰٫۷۷       | ۲۵٬۹۴۶         | ۰٫۹۴           | ۱۰٬۴۳۹       | ۰٫۳۸         | ۴٬۵۶۸      | ۰٫۱۷       |      |
| ایل-دو-فرانس                   | ۱٬۶۱۲٬۷۳۶      | ۲۸٫۶۳         | ۷۰۸٬۲۶۱     | ۱۲٫۵۷       | ۱٬۲۴۹٬۶۲۹    | ۲۲٫۱۹        | ۱٬۲۲۵٬۲۱۸      | ۲۱٫۷۵          | ۴۳۰٬۳۸۶   | ۷٫۶۴      | ۲۲۶٬۲۴۹           | ۴٫۰۲              | ۳۶٬۳۵۷    | ۰٫۶۵      | ۴۵٬۷۱۳     | ۰٫۸۱       | ۶۴٬۳۹۵         | ۱٫۱۴           | ۲۳٬۵۹۵       | ۰٫۴۲         | ۹٬۷۹۵      | ۰٫۱۷       |      |
|                                |                |               |             |             |              |              |                |                |           |           |                   |                   |           |           |            |            |                |                |              |              |            |            |      |
| گویان فرانسه                   | ۵٬۰۳۱          | ۱۸٫۷۵         | ۶٬۵۱۹       | ۲۴٫۲۹       | ۳٬۹۳۴        | ۱۴٫۶۶        | ۶٬۶۳۳          | ۲۴٫۷۲          | ۱٬۵۲۸     | ۵٫۶۹      | ۴۷۱               | ۱٫۷۶              | ۲۷۳       | ۱٫۰۲      | ۱٬۴۰۵      | ۵٫۲۴       | ۴۸۰            | ۱٫۷۹           | ۴۶۲          | ۱٫۷۲         | ۹۸         | ۰٫۳۷       |      |
| گوادلوپ                        | ۳۳٬۹۹۲         | ۳۰٫۲۲         | ۱۵٬۲۰۳      | ۱۳٫۵۱       | ۱۶٬۳۳۷       | ۱۴٫۵۲        | ۲۷٬۱۳۹         | ۲۴٫۱۳          | ۱۱٬۱۸۸    | ۹٫۹۵      | ۲٬۰۴۲             | ۱٫۸۲              | ۶۵۸       | ۰٫۵۸      | ۲٬۳۰۸      | ۲٫۰۵       | ۱٬۳۱۹          | ۱٫۱۷           | ۱٬۹۸۰        | ۱٫۷۶         | ۳۲۷        | ۰٫۲۹       |      |
| مارتینیک                       | ۲۷٬۹۵۱         | ۲۵٫۵۳         | ۱۱٬۹۷۵      | ۱۰٫۹۴       | ۱۸٬۴۴۴       | ۱۶٫۸۵        | ۲۹٬۹۵۸         | ۲۷٫۳۶          | ۱۰٬۶۷۳    | ۹٫۷۵      | ۲٬۳۴۰             | ۲٫۱۴              | ۸۷۱       | ۰٫۸۰      | ۳٬۲۳۰      | ۲٫۹۵       | ۱٬۴۰۷          | ۱٫۲۹           | ۲٬۲۵۷        | ۲٫۰۶         | ۳۷۴        | ۰٫۳۴       |      |
| مایوت                          | ۶٬۴۰۳          | ۱۹٫۱۳         | ۹٬۱۳۰       | ۲۷٫۲۸       | ۱۰٬۹۱۲       | ۳۲٫۶۰        | ۲٬۸۰۸          | ۸٫۳۹           | ۱٬۴۵۴     | ۴٫۳۴      | ۱٬۰۳۰             | ۳٫۰۸              | ۱۹۰       | ۰٫۵۷      | ۶۲۹        | ۱٫۸۸       | ۴۱۱            | ۱٫۲۳           | ۳۳۶          | ۱٫۰۰         | ۱۶۶        | ۰٫۵۰       |      |
| رئونیون                        | ۶۶٬۲۹۲         | ۱۸٫۹۱         | ۸۲٬۲۱۹      | ۲۳٫۴۶       | ۶۰٬۵۰۸       | ۱۷٫۲۶        | ۸۵٬۹۸۷         | ۲۴٫۵۳          | ۲۶٬۸۷۲    | ۷٫۶۷      | ۱۰٬۱۲۳            | ۲٫۸۹              | ۱٬۹۳۹     | ۰٫۵۵      | ۴٬۳۷۶      | ۱٫۲۵       | ۶٬۰۲۹          | ۱٫۷۲           | ۵٬۱۹۰        | ۱٫۴۸         | ۹۴۴        | ۰٫۲۷       |      |
|                                |                |               |             |             |              |              |                |                |           |           |                   |                   |           |           |            |            |                |                |              |              |            |            |      |
| مجموع                          | ۸٬۵۲۸٬۵۸۵      | ۲۳٫۸۶         | ۷٬۶۵۸٬۹۹۰   | ۲۱٫۴۳       | ۷٬۱۲۶٬۶۳۲    | ۱۹٫۹۴        | ۷٬۰۱۱٬۸۵۶      | ۱۹٫۶۲          | ۲٬۲۶۸٬۸۳۸ | ۶٫۳۵      | ۱٬۶۸۹٬۶۸۶         | ۴٫۷۳              | ۴۳۳٬۹۹۶   | ۱٫۲۱      | ۳۹۲٬۴۵۴    | ۱٫۱۰       | ۳۲۹٬۹۵۱        | ۰٫۹۲           | ۲۳۱٬۶۶۰      | ۰٫۶۵         | ۶۵٬۰۷۶     | ۰٫۱۸       |      |
| منبع: Ministry of the Interior |                |               |             |             |              |              |                |                |           |           |                   |                   |           |           |            |            |                |                |              |              |            |            |      |